# Коробицыно (Режское сельское поселение)
Коробицыно — деревня в Сямженском районе Вологодской области.
Входит в состав Режского сельского поселения, с точки зрения административно-территориального деления — в Режский сельсовет.
Расстояние по автодороге до районного центра Сямжи — 42,6 км, до центра муниципального образования Копылова — 0,4 км. Ближайшие населённые пункты — Рассохино, Копылово, Гридино.
По переписи 2002 года население — 27 человек (15 мужчин, 12 женщин). Всё население — русские.